# Kai-City Kiel
Die Kai-City Kiel ist ein ehemaliges Werftgelände und nunmehr zum Teil Wohn- und Dienstleistungs-Areal und teilweise Industriebrache in Kiel. Es liegt an der Hörn und befindet sich bei dem Germaniahafen. Damit liegt die Kai-City Kiel zwischen der Kieler Innenstadt (Westufer) beim Hauptbahnhof und dem Ostufer (Stadtteil Kiel-Gaarden).
Die Kai-City war ein dezentrales Projekt der Expo 2000 zum Thema „Wohnen und Arbeiten am Wasser“. Erstellt ist bisher lediglich der Bauteil B. Die Realisierung weiterer Bauabschnitte ist geplant.

## Entstehungsgeschichte
Über Jahrzehnte wurde das Gelände östlich der Hörn industriell genutzt und war für Passanten unzugänglich. Die Förde zog damals eine Grenze zum belebten Zentrum. Nach der Umwidmung des Areals zu einem Wohn- und Dienstleistungsareal setzt(e) hier ein Baustein des neuen Konzepts an: die Kai-City Kiel sollte West- und Ostufer verbinden. Hierfür wurde unter anderem die Hörnbrücke gebaut. Die Hörnbrücke ist eine dreigliedrige Faltbrücke (Dreifeldzugklappbrücke) für Fußgänger über die Hörn. Sie wurde 1997 fertiggestellt und verbindet das Stadtzentrum am Westufer der Hörn vom Kieler Hauptbahnhof mit dem Stadtteil Gaarden-Ost. Damit ist auch die Verbindung zwischen Westufer und dem Germaniahafen samt angrenzendem Hochhauscenter und dem Norwegenkai am Ostufer sichergestellt. Das Projekt Kai-City Kiel sollte aus dem alten Industriegelände ein modernes Wohn- und Dienstleistungszentrum machen. Erstellt ist bisher aber lediglich der Bauteil B mit einer Büro, Wohn- und Geschäftshauszeile. Hier befindet sich auch der sogenannte „Schmidbau“, ein Hochhaus in diesem Bauabschnitt. Um die Hörn herum führt seit der Erneuerung eine grüne Uferpromenade, das Zentrum der Anlage bildet der Germaniahafen. In dem Museumshafen werden alte Schiffe instand gesetzt; fahrtüchtige Modelle indes finden hier einen attraktiven Liegeplatz.

## Umsetzung

### Hochhauscenter am Germaniahafen, Bauteil B

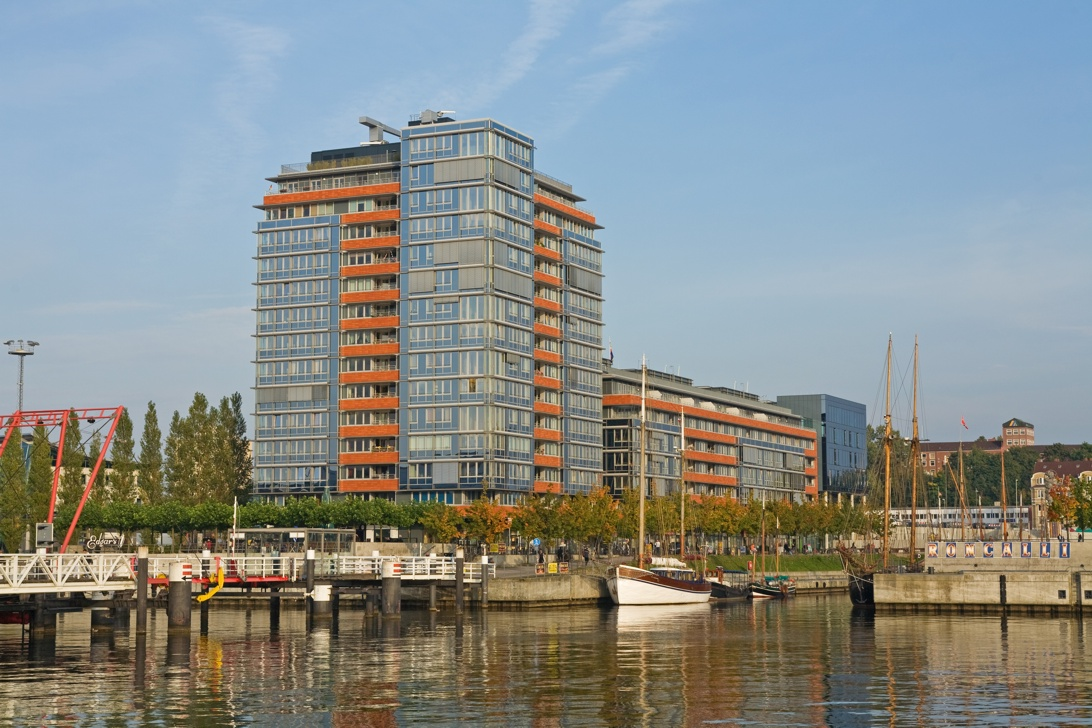
Das Hochhauscenter am Germaniahafen

Als erstes Teilstück des Projektes Kai-City Kiel wurde im April 2007 das Hochhauscenter am Germaniahafen eröffnet. Der erste Bauabschnitt nördlich des Germaniahafens ist in zwei Abschnitte gegliedert. Diese Bereiche werden oberirdisch durch einen Einschnitt mit großzügiger Freitreppe und Zugang zum Norwegenkai getrennt, enthalten jedoch ein gemeinsames Untergeschoss. Das Hochhauscenter umfasst ein 14-geschossiges Hochhaus mit einem nach Norden ausgerichteten Büroturm und 58 nach Süden bzw. Westen orientierten Wohnungen mit Blick auf die Kieler Innenstadt und die Kieler Förde. Eine Ladenzeile entlang des Hafenbeckens, ein Restaurant mit Außensitzplätzen und eine Eiscafé mit Blick auf die Hörnbrücke sollen zur Belebung des neuen Stadtzentrums beitragen.